# سكيب توماس
سكيب توماس (بالإنجليزية: Skip Thomas)‏ هو لاعب كرة قدم أمريكية أمريكي، ولد في 7 فبراير 1950 في هيغينزفيل في الولايات المتحدة، وتوفي في 24 يوليو 2011 في كانساس سيتي في الولايات المتحدة بسبب نوبة قلبية.

## وصلات خارجية
- سكيب توماس على موقع مرجع كرة القدم المحترفة.كوم (الإنجليزية)